# نهائي كأس أمير الكويت 2017
نهائي كأس أمير الكويت 2016–17. هي نهائي بطولة كأس أمير الكويت الرابعة الخمسين. فاز نادي الكويت في البطولة بعد فوزه على نادي كاظمة برابعة اهداف مقابل هدفين.

## التفاصيل
| نادي كاظمة                           | 2 – 4  | نادي الكويت                                                  |
| ------------------------------------ | ------ | ------------------------------------------------------------ |
| ناصر الوهيب 39' · باتريك فابيانو 84' | Report | عبد الله البريكي 41' · جوما سعيد 45' · كيمارا 62' · هداد 73' |